# Krokodilmadár
A krokodilmadár (Pluvianus aegyptius) a madarak osztályának lilealakúak (Charadriiformes) rendjébe, ezen belül a székicsérfélék (Glareolidae) családjába tartozó  Pluvianus nem egyetlen faja.

## Elnevezése
Nevét onnan kapta, hogy egy régi hagyomány szerint szimbiózisban él a nílusi krokodillal (Crocodylus niloticus), amelynek kitátott szájában járkálva kicsipegeti az élősködőket és a húsmaradékot a fogai közül. Ezt a Hérodotosz ókori görög természettudósig visszavezethető legendát azonban a madár mai megfigyelői nem erősítik meg. (A nílusi krokodillal való szimbiózis legendája a tüskés bíbicről (Vanellus spinosus) és néhány más Nílus-parti vízimadárról is elterjedt.)

## Előfordulása
Afrika trópusi területein honos. Folyók homokos partjainak lakója.

## Alfaj
- Pluvianus aegyptius aegyptius
- Pluvianus aegyptius angolae

## Megjelenése
Testhossza 19–21 centiméter, szárnyfesztávolsága 47–51 centiméter, testtömege pedig 80 gramm. Fehér szemöldöksávját kivéve feje, kantárja és háta fekete. Szárnyai kékesszürkék, torka és hasi része narancssárgás. Rövid csőre és erős lábai vannak. 
|  |

## Életmódja
A levegőben kapkodja el rovarokból álló táplálékát, de a földön is keres néha.

## Szaporodása
A homokba rakják tojásaikat, melyeket nedves tollaikkal hűtenek le.